# Tumaseu

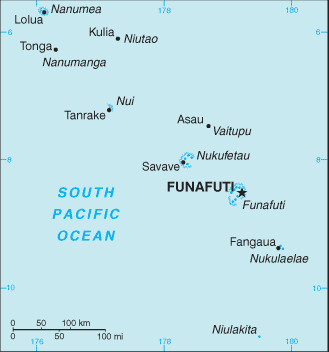
Mapa de Tuvalu.

Tumaseu es una pequeña ciudad del país de Tuvalu en Oceanía, dicha ciudad está situada en el islote de Vaitupu que es el de mayor tamaño del país. Se encuentra al norte de la isla de Funafuti en la que está situada la capital del país.
- Datos: Q6153776